# هارت بوچنر
هارت بوچنر (انگلیسی: Hart Bochner؛ زادهٔ ۳ اکتبر ۱۹۵۶) یک کارگردان، و هنرپیشه اهل کانادا است.
از فیلم‌ها یا برنامه‌های تلویزیونی که وی در آن نقش داشته است می‌توان به سوپرگرل، جدا شدن، آقای سرنوشت، ساختن آقای مطلوب، گسترش، تفکیک و ثروتمند و مشهور اشاره کرد.